# Alberto Isaac
Alberto Isaac Ahumada (Città del Messico, 18 marzo 1923 – Città del Messico, 9 gennaio 1998) è stato un nuotatore, regista e sceneggiatore messicano.

## Biografia

### Carriera

#### Atleta
Ha fatto parte del Messico che ha partecipato ai Giochi di Londra 1948 e di Helsinki 1952, gareggiando in entrambi i casi, nella gara dei 100m sl e Staffetta 4x200m sl.
Ha vinto 1 bronzo ai I Giochi panamericani, gareggiando nella 3x100 misti.
Ai Giochi centramericani e caraibici ha vinto:
- 1946 2 ori: 100 m sl, Staffetta 4×200m sl
- 1950 3 ori: 100 m sl, 400m sl, Staffetta 4×200 m sl